# Die Erlebnisse der berühmten Tänzerin Fanny Elßler
Die Erlebnisse der berühmten Tänzerin Fanny Elßler è un film muto del 1920 diretto da Friedrich Zelnik.

## Produzione
Il film fu prodotto da Friedrich Zelnik per la Zelnik-Mara-Film GmbH (Berlin).

## Distribuzione
In Germania, il film fu presentato in prima al Reform Kino di Amburgo il 3 agosto 1920.